# Lysimachia chenii
Lysimachia chenii är en viveväxtart som beskrevs av C.M. Hu. Lysimachia chenii ingår i släktet lysingar, och familjen viveväxter. Inga underarter finns listade i Catalogue of Life.